# Grofgeribde fuikhoren
De grofgeribde fuikhoren (Tritia nitida, synoniem Nassarius nitidus) is een slakkensoort uit de familie van de fuikhorens (Nassariidae). De wetenschappelijke naam van de soort werd in 1867 voor het eerst geldig gepubliceerd door John Gwyn Jeffreys als Nassa nitida.

## Beschrijving
De grofgeribde fuikhoren is een mariene huisjesslak met schelp waarvan de lengte varieert tussen 24 en 33 mm. De dikschalige schelp is voorzien van enigszins trapvormige windingen en heeft daardoor een wat diepe sutuurlijn. Op de laatste winding zijn 11 tot 19 zware axiale ribben (varix) aanwezig. De tophoek is vrij stomp, terwijl de buitenlip sterk verdikt is doordat deze samenvalt met een dwarsrib. De kleur van de schelp is paarsbruin.
Net als de andere fuikhoren is ook de grofgeribde fuikhoren een echt aaseter met een uitermate goed ontwikkeld 'reukvermogen'.

## Verspreiding
Deze soort komt voor in Europese kustwateren en in de Alboránzee onder verlaagd zoutgehalte. Deze soort kan langs de gehele Nederlandse kust gevonden worden.